# جامعة تشانغ غونغ

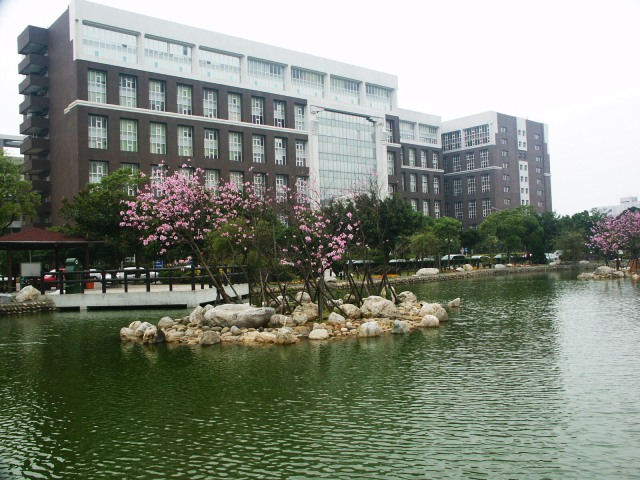
المبنى الطبي بجامعة تشانغ غونغ

جامعة تشانغ غونغ (بالصينية: 長庚大學، وبالإنجليزية: Chang Gung University) هي جامعة خاصة مقرها مدينة غيشان بمقاطعة تاويوان بشمال جزيرة تايوان.

## تاريخ الجامعة
تأسست الجامعة في أبريل 1987 تحت اسم «كلية تشانغ غونغ الطبية» (بالإنجليزية: Chang Gung Medical College)‏، وبدأ قبول الطلاب بالكلية في يوليو من العام ذاته، وبدأت الدراسة في 19 سبتمبر 1987. ثم أضيف إلي المنشأة تخصصا الهندسة والإدارة، وبدأ قبول الطلاب في هذين التخصصين سنة 1993، ومنذ ذلك التاريخ تغير اسم المنشأة إلى «كلية تشانغ غونغ للطب والتقنية» (بالإنجليزية: Chang Gung College of Medicine and Technology)‏، وفي يوليو 1997 تغير الاسم ثانية إلى الاسم الحالي (جامعة تشانغ غونغ).
يبلغ عدد أعضاء هيئة التدريس بالجامعة حاليًا حوالي 490 عضوًا يعملون بصفة كاملة و340 عضوًا يعملون وقتًا جزئيًا، ويدرس بالجامعة أكثر من 6100 طالب.

## كليات الجامعة
تتكون الجامعة حاليًا من:
- كلية الطب
- كلية الهندسة
- كلية الإدارة

## البرامج الدراسية بالجامعة

### البرامج الدراسية للمرحلة الجامعية الأولى
- الطب
- الطب الصيني التقليدي
- التمريض (4 سنوات من الدراسة الجامعية يضاف إليها برنامج من الدراسة العملية مدته عامان)
- التقنية الحيوية الطبية وعلوم المختبرات
- التصوير الطبي وعلوم الأشعة
- الطب المهني
- العلاج الطبيعي
- العناية التنفسية (عامان من الدراسة العملية)
- علوم الحياة
- الهندسة الكهربية (شعبة الاتصالات وشعبة الأنظمة)
- الهندسة الميكانيكية
- الهندسة الكيميائية وهندسة المواد
- الهندسة الإلكترونية
- علوم الحاسب وهندسة المعلوماتية
- إدارة الخدمات الصحية
- إدارة الأعمال
- التصميم الصناعي
- إدارة المعلومات

### البرامج الدراسية لمرحلة الدراسات العليا
- علوم التمريض (برنامج الماجستير وبرنامج الماجستير التدريبي العملي)
- العلوم الطبية الأساسية (الماجستير والدكتوراه)
- العلوم الطبية السريرية (الماجستير والدكتوراه)
- المنتجات الطبيعية (الماجستير)
- الطب الصيني التقليدي (الماجستير)
- التقنية الحيوية الطبية (الماجستير)
- علوم إعادة التأهيل (الماجستير)
- العلوم السلوكية السريرية (الماجستير)
- علوم طب الأسنان والوجه والفكين (الماجستير)
- الهندسة الكهربية (الماجستير والدكتوراه)
- الهندسة الميكانيكية (الماجستير والدكتوراه)
- الهندسة الكيميائية وهندسة المواد (الماجستير والدكتوراه، ودرجة الماجستير العملية)
- الهندسة الإلكترونية (الماجستير والدكتوراه، ودرجة الماجستير العملية)
- علوم الحاسب وهندسة المعلومات (الماجستير)
- الهندسة الكهربية البصرية (الماجستير)
- الهندسة الكيميائية الحيوية والطبية الحيوية (الماجستير)
- علوم الميكاترونيات الطبية (الماجستير)
- إدارة الرعاية الصحية (الماجستير)
- إدارة المعلومات (الماجستير ودرجة الماجستير العملية)
- إدارة الأعمال (الماجستير والدكتوراه، ودرجة الماجستير العملية)
- التصميم الصناعي (الماجستير)

## من خريجي الجامعة
- طارق الجمال: جراح عظام وأستاذ جامعي مصري، تلقى تدريبه على الجراحات الميكروسكوبية في مستشفى تشانغ غونغ التذكاري في الفترة من 1 نوفمبر 1994 إلى 30 أكتوبر 1995، أنشأ وحدة الجراحات الميكروسكوبية التابعة لجامعة أسيوط.

## وصلات خارجية
- الموقع الرسمي للجامعة

(بالإنجليزية)
‌